# David Brabham
David Philip Brabham (Londra, 5 settembre 1965) è un pilota automobilistico australiano, figlio del tre volte Campione del Mondo Jack Brabham.

## Carriera
Inizia la carriera da pilota nel 1983, gareggiando due anni in competizioni di kart in Australia. Nel 1987 vince l'Australian Drivers' Championship nella categoria di Formula 2. In seguito si trasferisce in Europa, vincendo nel 1989 la F3 inglese.
Nel 1990 esordisce in Formula 1 alla guida di una Brabham. Lascia temporaneamente la F1, vincendo nel 1991 la 24 Ore di Spa a bordo di una Nissan e la 24 Ore di Daytona nel 1992 con una Jaguar. Torna in F1 nel 1994 alla guida di una Simtek. In F1 non ha mai ottenuto punti.
In seguito corre nelle categorie di Touring, vincendo negli Stati Uniti d'America il Professional Sports Car Championship nel 1998, la Petit Le Mans nel 1999. Dal 1999 lo si vede nella American Le Mans Series, vincendo la 12 Ore di Sebring nel 2005 e l'edizione 2009 della 24 Ore di Le Mans su Peugeot 908 HDi FAP del team Peugeot Sport Total con 382 giri completati alternandosi a Marc Gené ed Alexander Wurz, gara già vinta in precedenza dal fratello maggiore Geoff Brabham vincitore a Le Mans nel 1993 su Peugeot 905.

## Risultati Formula 1
| 1990 | Scuderia | Vettura |  |  |    |     |    |     |    |    |     |    |     |    |     |    |     |     |  | Punti | Pos. |
| ---- | -------- | ------- |  |  | -- | --- | -- | --- | -- | -- | --- | -- | --- | -- | --- | -- | --- | --- |  | ----- | ---- |
| 1990 | Brabham  | BT59    |  |  | NQ | Rit | NQ | Rit | 15 | NQ | Rit | NQ | Rit | NQ | Rit | NQ | Rit | Rit |  | 0     |      |

| 1994 | Scuderia | Vettura |    |     |     |     |    |    |     |    |     |    |     |     |     |     |    |     |  | Punti | Pos. |
| ---- | -------- | ------- | -- | --- | --- | --- | -- | -- | --- | -- | --- | -- | --- | --- | --- | --- | -- | --- |  | ----- | ---- |
| 1994 | Simtek   | S941    | 12 | Rit | Rit | Rit | 10 | 14 | Rit | 15 | Rit | 11 | Rit | Rit | Rit | Rit | 12 | Rit |  | 0     |      |

| Legenda | 1º posto     | 2º posto | 3º posto    | A punti         | Senza punti/Non class.  | Grassetto – Pole position Corsivo – Giro più veloce |
| Legenda | Squalificato | Ritirato | Non partito | Non qualificato | Solo prove/Terzo pilota | Grassetto – Pole position Corsivo – Giro più veloce |